# Strategische Bahn Oschatz–Röderau
| |                      |                                               |                                               |
| Streckennummer: | 6664                 |                                               |                                               |
| Kursbuchstrecke: | –                    |                                               |                                               |
| Streckenlänge: | 15,25 km             |                                               |                                               |
| Spurweite: | 1435 mm (Normalspur) |                                               |                                               |
| |                      |                                               |                                               |
| \| \| \| von Leipzig Hbf \| \| \| \| 1,47 \| Awanst Schmorkau \| 125 m \| \| \| \| nach Dresden-Neustadt \| \| \| \| 2,26 \| Döllnitz \| 115 m \| \| \| \| Schmalspurbahn von Oschatz \| \| \| \| \| Schmalspurbahn nach Strehla \| \| \| \| 13,20 \| Kreuzung einer 600 mm-Feldbahn einer Ziegelei \| Kreuzung einer 600 mm-Feldbahn einer Ziegelei \| \| \| 14,72 \| \| 95 m \| \| \| \| Elbe (Militärbrücke bei Bedarf einbaubar) \| \| \| \| \| \| \| \| \| \| von Jüterbog \| \| \| \| 16,72 \| Röderau \| 98 m \| \| \| \| nach Leipzig \| \| \| \| \| nach Dresden \| \| |                      |                                               |                                               |
| Strecke |                      | von Leipzig Hbf                               | von Leipzig Hbf                               |
| ehemalige Blockstelle | 1,47                 | Awanst Schmorkau                              | 125 m                                         |
| Abzweig ehemals geradeaus und nach rechts |                      | nach Dresden-Neustadt                         | nach Dresden-Neustadt                         |
| Brücke (Strecke außer Betrieb) | 2,26                 | Döllnitz                                      | 115 m                                         |
| Abzweig geradeaus und von links (Strecke außer Betrieb) |                      | Schmalspurbahn von Oschatz                    | Schmalspurbahn von Oschatz                    |
| Abzweig geradeaus und nach links (Strecke außer Betrieb) |                      | Schmalspurbahn nach Strehla                   | Schmalspurbahn nach Strehla                   |
| Kreuzung (Strecken außer Betrieb) | 13,20                | Kreuzung einer 600 mm-Feldbahn einer Ziegelei | Kreuzung einer 600 mm-Feldbahn einer Ziegelei |
| | 14,72                |                                               | 95 m                                          |
| Brücke über Wasserlauf (Strecke außer Betrieb) |                      | Elbe (Militärbrücke bei Bedarf einbaubar)     | Elbe (Militärbrücke bei Bedarf einbaubar)     |
| |                      |                                               |                                               |
| Abzweig ehemals geradeaus und von links |                      | von Jüterbog                                  | von Jüterbog                                  |
| Dienststation / Betriebs- oder Güterbahnhof | 16,72                | Röderau                                       | 98 m                                          |
| Abzweig geradeaus, nach rechts und von rechts |                      | nach Leipzig                                  | nach Leipzig                                  |
| Strecke |                      | nach Dresden                                  | nach Dresden                                  |

Die Strategische Bahn Oschatz–Röderau (im Volksmund auch als Raketenbahn bezeichnet) war eine aus militärischen Gründen erbaute Eisenbahnstrecke in Sachsen. Die eingleisige Strecke verlief von Oschatz entlang der 1972 stillgelegten Trasse der Schmalspurbahn Oschatz–Strehla zur Elbe, wo sie mittels einer im Ernstfall aufzubauenden Militärbrücke an das andere Ufer und weiter zum Eisenbahnknotenpunkt Röderau führen sollte. Ihr Zweck war, eine weitere Elbquerung neben der bestehenden Brücke bei Riesa verfügbar zu haben.

## Geschichte
1978 begannen erste Vorarbeiten zu einer strategischen Umgehungsbahn um Riesa, die teilweise die Trasse der 1972 stillgelegten Schmalspurbahn Oschatz–Strehla nutzen sollte. 1979 begannen die eigentlichen Bauarbeiten und bereits 1980 konnte das Planum fertiggestellt werden. Die Trassierung gestaltete sich schwierig, da auf der ehemaligen Schmalspurbahntrasse wesentlich kleinere und für einen Normalspurbetrieb ungeeignete Bogenradien bestanden. Bis 1986 wurde die Strecke als Fahrweg genutzt, erst danach wurden durch Angehörige des in Walddrehna stationierten Eisenbahnbauregiment 2 „Erich Steinfurth“ die Gleise verlegt.
Am 20. März 1987 konnte die Strecke eröffnet werden, doch infolge der politischen Wende im Osten Deutschlands 1989/90 war die neu gebaute Strecke schon kurz nach ihrer Fertigstellung überflüssig. Für ihren eigentlichen Zweck wurde die Strecke nie genutzt. Bis Anfang der 1990er Jahre waren meist Schadwagen der Gattung Es auf dem Gleis abgestellt, die für eine Instandsetzung im Reichsbahnausbesserungswerk Dresden vorgesehen waren.
Im Jahr 1996, nicht einmal zehn Jahre nach der Eröffnung, wurde die Weiche der Ausweichanschlussstelle Schmorkau ausgebaut. 2003 wurde die Strecke zwischen Schmorkau und dem westlichen Brückenlager der geplanten Militärbrücke zu großen Teilen abgebaut – Gleise des Westteils sind noch bei Strehla vorhanden, zwischen der Oschatzer Straße und der Bundesstraße 182. Der Ostteil der Strecke bis Röderau wurde noch eine Zeitlang als Anschlussgleis für ein Kieswerk genutzt, ist heute aber außer Betrieb. Das Gleis endet nach ca. einem halben Kilometer an einem Prellbock, etwa 1 Kilometer vor dem Elbdeich.